# 1. FC Nürnberg/1967 bis 1969
Dieser Artikel beschreibt den Verlauf der zwei Runden 1967/68 und 1968/69 des 1. FC Nürnberg in der Fußball-Bundesliga. Der Club gewann 1968 die deutsche Meisterschaft in der Bundesliga und stieg 1969 als Titelverteidiger in die zweitklassige Fußball-Regionalliga Süd ab.

## Vorgeschichte: Ende der Oberliga – die ersten vier Jahre Bundesliga, 1960 bis 1967
In der Saison 1960/61 gewann der 1. FC Nürnberg unter dem neuen Trainer Herbert Widmayer den achten deutschen Meistertitel und war damit Rekordmeister; 1962 setzte sich der Club auch im DFB-Pokal durch und trat im Europapokal gegen Mannschaften wie Benfica Lissabon und Atletico Madrid an. In der Fußball-Oberliga Süd, von 1945 bis 1963 die höchste Liga in Süddeutschland, waren die Franken der erfolgreichste Verein und damit auch zwangsläufiges Mitglied der ab 1963/64 startenden neuen Bundesliga, der endlich eingeführten Leistungskonzentration im DFB-Bereich. Der Club wurde 1961 Deutscher Meister mit acht Spielern, die aus der eigenen Jugend gekommen waren: Hilpert, Reisch, Wenauer, Flachenecker, Morlock, Strehl, Haseneder und Tasso Wild. Die restlichen Finalspieler waren aus dem fränkischen Amateurlager zum Club gekommen: Torhüter Wabra 1957 vom SV Unterreichenbach, Außenläufer Zenger 1956 aus Herzogenaurach, Halbstürmer Heini Müller 1956 vom TSV Roth und Verteidiger Derbfuß 1959 vom VfB Bayreuth. Haseneder und Reisch wurden von Trainer Widmayer in seinem ersten Jahr in Nürnberg, 1960/61, direkt aus der Jugend in die Ligamannschaft eingebaut; Karl-Heinz Ferschl und Horst Leupold gehörten ab der Saison 1962/63 der Oberligamannschaft an.
Dieser positive Quell der Ergänzung und des Ausbaus der Stammmannschaft aus der Jugend beziehungsweise dem fränkischen Amateurlager, sollte sich aber mit dem Beginn der Bundesliga-Ära, ab 1963/64, ins Gegenteil verkehren. Das Präsidium um Rechtsanwalt Ludwig Franz, hatte lange Zeit vehement die Einführung der Bundesliga abgelehnt. Der 1. FC Nürnberg und sein Präsident zählten bis zuletzt zu den schärfsten Gegnern der Bundesliga. Erst als absolut kein Weg mehr an der neuen Klasse vorbeiführte, reihte sich auch der Club in die lange Liste der 46 Bewerber um die 16 Plätze im neuen Oberhaus ein. Die sportliche Einschätzung der zukünftigen Gegner aus dem Westen und Norden missglückte, die Notwendigkeit den Spielerkader qualitativ zu verbessern erkannten sie nicht, es sollte so weiter gehen wie bisher, damit war man ja gut gefahren. Mit dem Fürther Karl „Ossi“ Schmidt wurde ein gestandener Spieler unter Vertrag genommen, Jürgen Billmann und Peter von Kummant entstammten der eigenen Jugend beziehungsweise der Amateurmannschaft und Walter Fladerer und Hermann Marchl kamen aus dem externen Amateurbereich (TSV Georgensgmünd/Bayern, VfL Marburg/Hessen). Nimmt man noch hinzu, dass mit dem jungen und hochtalentierten Kurt Haseneder der Topptorjäger der vergangenen Runde (25 Tore) zu Schwaben Augsburg in die Regionalliga Süd und der Berliner Angreifer Peter Engler in die Schweiz gewechselt war, muss man festhalten, der Club ging sportlich geschwächt in die Bundesliga. Verstärkt hatte er sich durch die Neuzugänge auf keinen Fall.
Die 8:2 Punkte nach den ersten fünf Spielen in der Bundesliga verstellten noch weiter den Blick für die Realität. Die Bundesliga war eine klar anspruchsvollere Liga wie die der vorherigen regionalen Oberliga, wo der Club auf keinen Fall von mehr als fünf, sechs Gegnern ernsthafte Gegenwehr erwarten konnte. Zudem kamen die 8:2 Punkte gegen Hertha BSC, Werder Bremen, Eintracht Frankfurt, Preußen Münster und den 1. FC Saarbrücken zustande, worunter sich mit Münster und Saarbrücken die zwei Absteiger am Rundenende befanden. Nichts, rein gar nichts deutete darauf hin, dass ausgerechnet Herbert Widmayer keine zwei Monate später unrühmliche Geschichte schreiben sollte. Es folgte aber eine Welle von Enttäuschungen, die bei einer 0:5-Heimniederlage am 26. Oktober 1963 gegen den 1. FC Kaiserslautern gipfelte. Beim 0:5 gegen die Pfälzer herrschte Endzeitstimmung im Städtischen Stadion, Hunderte von rot-schwarzen Fahnen brannten lichterloh. Nach stundenlangen Sitzungen glaubten Vereinsführung und Verwaltungsrat, den „Stein der Weisen“ gefunden zu haben: Nicht die Lizenzspieler seien schuld am Niedergang, schon gar nicht der Vorstand selbst, der es versäumt hatte, die Mannschaft vor dem Aufbruch in die neue Fußball-Ära entscheidend zu verstärken, sondern Trainer Widmayer, gegen den eine Art moderne Hexenjagd eingesetzt hatte. Am 30. Oktober wurde er als erster Fußball-Lehrer der Bundesliga vorzeitig entlassen.
Am 1. November nahm Jenö Csaknady, ein Ungar mit Wohnsitz Nürnberg, seine Arbeit beim Club auf und führte die Mannschaft mit 29:31 Punkten am Rundenende auf den 9. Rang. Nach einem Intermezzo 1964/65 mit Gunther Baumann trat Csaknady zur Saison 1965/66 ein zweites Mal beim Club als Trainer an, wurde aber ab dem 8. November 1966 durch seinen Landsmann Jenö Vincze abgelöst, welcher wiederum seine Nachfolge durch den Österreicher Max Merkel bereits zum 3. Januar 1967 fand. „Ich bin überzeugt, dass wir heuer unter den Großen mitmischen werden“, gab Csaknady beim Trainingsauftakt zur Runde 1966/67 noch von sich. „Auf jeden Fall werden wir besser abschneiden als im Vorjahr.“ Große Worte, denen aber ein Fehlstart mit 2:6 Punkten folgte. Bei der Verbesserung des Spielerkaders hatte sich der als „Philosoph auf der Trainerbank“ geltende Trainer, aber mit den Neuzugängen Jovan Miladinović, Wulf-Ingo Usbeck, Horst-Dieter Strich und den eigenen Amateuren Heinz Müller, Preißler, Ebenhöh und Renner eindeutig vertan. Nur Müller brachte Bundesligaformat mit, das aber erst nach der Ablösung von Csaknady zum Tragen kam. Am 7. November, nach einem enttäuschenden 1:1-Heimremis gegen Rot-Weiss Essen, wurde er als zweiter Club-Trainer in der Bundesliga entlassen. Unter seinem Nachfolger Jenö Vincze trat ergebnismäßig aber der erhoffte Aufschwung nicht ein und nach der 0:4-Heimschlappe am 17. Dezember gegen Eintracht Braunschweig – die Braunschweiger gewannen aber 1967 sensationell die Meisterschaft – und der 1:2-Niederlage am 26. Dezember im DFB-Pokal beim norddeutschen Zweitligisten FC Altona 93, war auch die Zeit von Vincze beim Club bereits vorbei. Es traf sich gut, dass beim TSV München 1860 am 10. Dezember 1966 deren Startrainer Max Merkel, der „Preuße aus Wien“, entlassen worden war und damit ein starker Mann nach Nürnberg geholt werden konnte. Der „Zampano“ mit „Zuckerbrot und Peitsche“ agierend, fing zum 3. Januar 1967 beim Club mit seiner Rettungsaktion an.
Aber auch der „Löwen-Meistertrainer“ konnte auf Anhieb keine Wunderdinge vollbringen: Aus seinen drei ersten Spielen mit dem Club holte er gegen den VfB Stuttgart, MSV Duisburg und den FC Schalke 04 nur magere 1:5 Punkte. Der Aufschwung, den sich die Club-Führung um Präsident Walter Luther erwartet hatte, blieb aus. Erst ab Februar 1967 trat Besserung ein und nach dem 2:1-Auswärtserfolg am 20. Mai bei seinem vormaligen Club 1860 München, stand er mit 33:31 Punkten auf dem 10. Rang. Vor allem in fremden Stadien hatte der Club im letzten Saisondrittel wichtige Punkte gegen den Abstieg gehamstert. Die Runde wurde am 3. Juni mit einer 1:4-Niederlage beim neuen deutschen Meister Eintracht Braunschweig mit 34:34 Punkten auf dem 10. Tabellenrang abgeschlossen. Da Merkel den Club mit 14:20 Punkten übernommen hatte, war seine Verpflichtung als eine geglückte Personalentscheidung zu werten und Merkel durfte sich feiern lassen. In der Noris wurde mit Optimismus der Saison 1967/68 entgegen gefiebert.

## 1967/68: Der Club wird Meister
Bevor Merkel mit einem zweiwöchigen Trainingslager in Tirol sein Vorbereitungstraining begann, wirbelte er zuerst den Spielerkader nach seinen Vorstellungen durcheinander. Er verpflichtete sechs Neuzugänge, darunter mit Zvezdan Čebinac und August Starek zwei gestandene Internationale und zusätzlich vier Talente aus dem Amateurbereich. Im Gegenzug sorgte er dafür, dass neben den prominenten Akteuren Gustav Flachenecker, Stefan Reisch, Tasso Wild und Jovan Miladinović auch noch sechs weitere Spieler Nürnberg den Rücken kehrten. Und dann zog er ein konsequentes Vorbereitungstraining in Wattens mit dreimaligem Training am Tag nach seinen Vorstellungen durch, das seine Spieler in die Lage versetzten sollte, alleine schon durch das läuferische Vermögen die Gegner in Schach zu halten. „Ich dachte manchmal, das halte ich nicht durch“, erinnerte sich Franz Brungs mit Grausen an die knochenharte Saisonvorbereitung. Wer nicht mitzog, fand keine Gnade in den Augen des Zampanos. Die Merkel'sche Kernlehre mit „schneller und direkter spielen und laufen, auch wenn der Ball weg ist“, setzte eine herausragende Kondition zu Grunde, dafür legte der „Schleifer“ in der Vorbereitungsperiode die Grundlage. Die Franken gingen topfit in die Saison und der Lohn stellte sich prompt mit 19:3 Punkte nach elf Spielen ohne Niederlage ein.
Im taktisch-spielerischen Bereich war die konsequente Festlegung auf drei Sturmspitzen mit permanenten Flügelspiel ein weiterer Punkt, welche das Team von Merkel zur Überraschungsmannschaft der Saison werden ließ. Cebinac und Volkert wurden als „Flankenfabrik“ zu einem der ganz großen Trümpfe in der Saison und waren in Verbindung mit Torjäger Franz Brungs (25 Tore) und Kapitän Heinz Strehl (19 Tore) der offensive Garant der eindrucksvollen Saison. Es kam auch noch hinzu, dass das vorher langsame Mittelfeldspiel unter Merkel auf ein viel schnelleres, direkteres Überbrücken umgestellt wurde. Da Merkel auch schnell seine Stammelf gefunden hatte, welche zumeist in der Formation mit Wabra; Leupold, Popp; Ludwig Müller, Wenauer, Ferschl; Cebinac, Strehl, Brungs, Heinz Müller und Volkert angetreten war, war auch das Eingespieltsein, die Harmonie in der Mannschaft, ein weiterer Punkt des Erfolges. In der Abwehr wurde Torhüter Wabra zugeschrieben, dass er in seinem zehnten Jahr als Nummer eins zur Form seines Lebens aufgelaufen wäre und Abwehrchef Wenauer spielte eine überragende Runde. Er wurde attestiert von dem resoluten Verteidigerpaar Leupold und Popp, welches aber auch noch zu Flankenläufen ansetzte und durch die zwei äußerst wirkungsvollen Zweikämpfer Ludwig Müller und Ferschl ideal ergänzt wurde.
Der 2. Dezember 1967 – ein Tag, der in die Annalen einging. Gegen den Tabellenzweiten FC Bayern München, lieferte Nürnberg eines der größten Spiele seiner Geschichte ab. „Das war das Meisterstück“, titelte der „kicker“ nach dem 7:3-Sieg über den großen bayerischen Rivalen. Mittelstürmer Brungs machte das Spiel seines Lebens; er erzielte gegen Sepp Maier, Georg Schwarzenbeck und Franz Beckenbauer fünf Tore. In der Tabelle thronten Merkels Mannen zur Halbzeit sieben Punkte über den Verfolgern Mönchengladbach, München 1860, MSV Duisburg und dem FC Bayern. Ein knappes halbes Jahr später war der Titel gewonnen, obwohl der Club in der Rückrunde nicht mehr die Souveränität der Hinrunde auf den Rasen brachte.
Nach dem letzten Saisonspiel am 25. Mai 1968 zuhause gegen Borussia Dortmund (2:1), gab es danach einen Autokorso vom Valznerweiher bis hinauf zur Burg. Die ganze Region hat mitgefeiert, es war ein einmaliges Erlebnis, das ich nie vergessen werde, berichtete Franz Brungs in einem Interview zum Buch „Die Legende vom Club.“
Der Club 1967/68, ein Meister aus dem Nichts. „Von der Qualität her waren wir sicher nicht die Spitzenmannschaft“, urteilte Nandl Wenauer im Rückblick, „aber Merkel hat uns so hochgetrimmt, dass es reichte.“ 14 oder 15 Trainer habe er in seiner langen Karriere erlebt, „Merkel hat es besser als jeder andere verstanden, eine Mannschaft heiß zu machen.“

## 1968/69: Der Titelverteidiger steigt in die Regionalliga ab
Der Titelverteidiger startete am 17. August 1968 mit einer 1:4-Heimniederlage gegen Alemannia Aachen in die Saison und beendete die Hinrunde am 7. Dezember 1968 nach einer 0:1-Heimniederlage gegen den 1. FC Köln mit 13:21 Punkten auf dem 16. Rang. Nichts hatte funktioniert, nicht mit der Vorbereitung, gleich gar nicht bei den Zu- und Abgängen und von der Findung einer Stammformation konnte auch keine Rede sein. All dies waren Pluspunkte in der Vorsaison gewesen, welche zum Meisterschaftsgewinn geführt hatten. War der erfolgreiche Trainer gegangen oder was waren sonst Gründe des Absturzes, des Durcheinanders beim Club?
Bei Hardy Grüne kann man zu dem Geschehen beim Club folgendes nachlesen: „Die Schlagzeilen der Saison allerdings gebührten dem 1. FC Nürnberg, der das Kunststück fertig brachte, als amtierender Deutscher Meister abzusteigen. Trainer Merkel hatte mit Brungs, Ferschl und Starek gleich drei Leistungsträger aussortiert und wollte nach dem Vorbild der Gladbacher Fohlen mit einer jungen und willigen Truppe erfolgreich sein. Das ging jedoch gnadenlos schief und wurde verschärft durch die finanzielle Bredouille, in die der Club durch den Bau eines hochmodernen Vereinsgeländes am Valznerweiher geraten war. Selbst als Merkel im März geschasst wurde, gelang die Wende nicht mehr. Für Nürnberg war es der Auftakt zu einer bis heute andauernden Berg- und Talfahrt.“
Die Kaderplanung von Merkel im Vorfeld der Runde 1968/69 ging in wesentlichen Bereichen nicht auf. Torjäger Brungs (25 Tore im Meisterjahr) gehen zu lassen, das war wirklich überhaupt nicht zu verstehen. Die Bedeutung von Fleißarbeiter und Defensivspezialist Karl-Heinz Ferschl verkannt zu haben, rächte sich bitter. Über die Fußballkünste von Gustl Starek konnte man streiten, bei guter Laune war er aber ein spielerischer Gewinn. Zusammen hatten diese drei Akteure in der Meisterschaftsrunde 34 Tore für den Club erzielt, da musste schon etwas gutes nachkommen, um diese Trefferquote halten zu können. Und was machte der große „Zampano“? Er setzte auf die jungen Talente Erich Beer und Dieter Nüssing; beide Spieler hatten noch nie in der Bundesliga gespielt und es war für sie ein Sprung ins kalte Wasser. Beide waren aber besondere Talente was ihre weitere Karriere unterstrich, aber nicht als 1:1-Ersatz für den vollkommen unnötigen Abgang von Franz Brungs einzuplanen. Reife Torjäger für zehn, fünfzehn Tore waren sie zu diesem Zeitpunkt ihrer jungen Karriere auf keinen Fall. Die weiteren Zugänge mit Hans Küppers, Jürgen Rynio, Johnny Hansen, Klaus Zaczyk und Amand Theis waren von ihrem Leistungsvermögen her in Ordnung. Für eine funktionierende Mannschaft wären sie gute Verstärkungen oder zumindest Spieler für die Verbesserung der Kaderbreite gewesen. Nach so einer Meisterrunde war immer damit zu rechnen, dass bei einem oder dem anderen der Meisterelf, die Leistung nachlassen würde, der Zenit überschritten wäre. Dazu kam noch das irrsinnige Höhentrainingslager zur Vorbereitung im Kleinwalsertal, was die Mannschaft nicht in Toppform brachte, sondern auslaugte und kaputt an den Start gehen ließ. Da auch im Europacup in den Spielen Mitte September/Anfang Oktober 1968 gegen Ajax Amsterdam (1:1/0:4) keine Stimmungsaufhellung eintrat, war von guter Laune schon früh in der Hinrunde keine Rede mehr.
Nimmt man die Vielzahl von engen Resultaten gegen die Gegner Offenbach (1:2), Hannover 96 (2:2), Hamburger SV (0:0), MSV Duisburg (1:1), VfB Stuttgart (1:1), SV Werder Bremen (1:1), 1. FC Köln (0:1), Kickers Offenbach (2:2), Mönchengladbach (1:1), Hannover 96 (1:2), 1. FC Kaiserslautern (1:1), FC Schalke 04 (1:1), MSV Duisburg (0:1), SV Werder Bremen (3:3) und im letzten Heimspiel am 31. Mai 1969 das 2:2 gegen Borussia Dortmund zur Kenntnis, dann kann man erahnen, was ein Torjäger mit 15 bis 18 Toren ausgemacht hätte. Mit dem Torverhältnis von 45:55 Toren stieg der Club aus der Bundesliga ab und der Mittelfeldspieler Küppers führte mit zehn Treffern die interne Torjägerliste an. Nüssing hatte fünf und Beer zwei Tore in der Runde erzielt.
Nandl Wenauer zählte in seinem Buch „Alle meine Trainer – Aufstieg und Fall des 1. FC Nürnberg“ noch weitere Gründe, welche zur Talfahrt führten, auf: Max Merkel ging im Meisterschaftsjahr geschäftlich zu viele Verpflichtungen ein, die er in unserem Abstiegsjahr erfüllte. Er fehlte zu oft. Freilich hatte sein Assistent Robert Körner bereits im Meisterschaftsjahr das Training geleitet, doch war Merkel stets als strenger Beobachter dabei. Körner war ohne Merkel im Abstiegsjahr nur eine halbe Portion, ein durchschnittlicher Trainer. Je tiefer wir in der Tabelle sanken, desto gereizter wurde Merkel. Immer häufiger stellte er jetzt die Spieler an den Pranger. Niederlagen waren etwas, was Merkel nicht ertragen konnte. Er tobte und spuckte Gift und Galle. Aus dem Souverän des Meisterschaftsjahres war jetzt ein Hilfloser geworden, von Neidern früherer Monate verspottet, von Fanatikern öffentlich verdammt.
Keine Frage, der 1. FC Nürnberg galt vor der Spielzeit als hoher Favorit. Max Merkel, das alte Liga-Schlitzohr, würde es schon richten. Zwei „Kleinigkeiten“ sprachen allerdings dagegen: Seit Bestehen der Bundesliga hatte noch kein Meister seinen Titel verteidigen können. Und die Nürnberger hatten ihre Mannschaft radikal verjüngt. Merkel holte elf neue Leute, wollte den alternden Stars solcherart Beine machen, wobei er die Leistungsträger Ferschl und Brungs leichtfertig nach Berlin zur Hertha ziehen ließ. Merkel erlebte sein Waterloo. Nach einer total verkorksten Saison, in der es nie gelang, den neuen Kader zu einer Einheit zu formen, fand sich der Club plötzlich mitten in einem dramatischen Abstiegskampf wieder. Bis zuletzt hatte man gehofft, am vorletzten Spieltag das rettende Ufer sogar dicht vor Augen. Doch dann war in Köln alles aus – 0:3, Abstieg, eine Welt brach an der Noris zusammen. War der Club beim Meisterschaftsgewinn 1968 mit 15 Spielern durch die Runde gekommen, benötigte er beim Abstieg 19 eingesetzte Akteure. Der FC Bayern München gewann dagegen die Meisterschaft unter Trainer Branko Zebec mit 13 eingesetzten Spielern.